# Marais de Bourtange

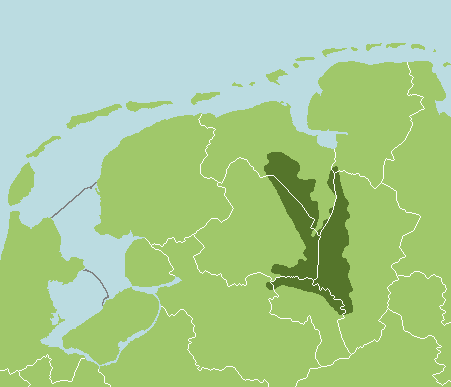
Extension territoriale originelle.

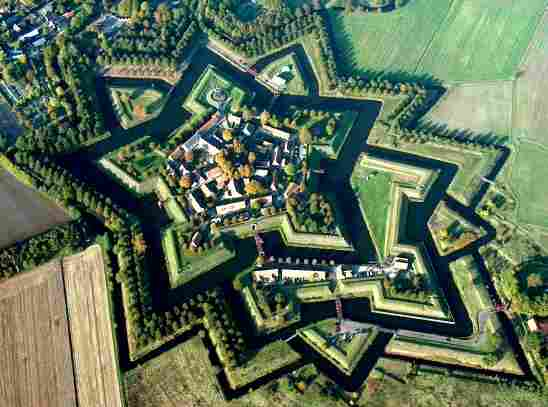
Le fort bastionné de Bourtange.

Les marais de Bourtange (néerlandais: Bourtangerveen/Bourtangermoeras) étaient naguère une immense zone marécageuse de l'est des provinces provinces néerlandaises de Drenthe et de Groningue débordant sur les districts allemands de Bentheim et du Pays de l'Ems. Aujourd'hui il ne subsiste de cet écosystème qu'une zone NATURA 2000 s'étirant le long de la frontière germano-néerlandaise, entre la Drenthe et les districts allemands : le parc naturel des tourbières de Bourtange-Bargerveen.

## Topographie
Les marécages de Bourtange s'étalaient suivant un V dont le bras occidental couvrait la vallée de la Hunze et s'étendait en direction de la ville de Groningue, encaissé par les collines de Hondsrug ; le bras oriental occupait la vallée de l’Ems. L'espace entre ces deux marécages abritait au Moyen Âge la seigneurie de Westerwolde. À leur apogée, les marécages ont occupé une superficie de 3 000 km2.

## Histoire
Les marécages se sont formés vers 5000 av. J.-C., alors que la région était déjà colonisée par l'Homme comme l'ont montré les découvertes archéologiques de Hoetmansmeer (nl) en Groningue. Ces vestiges sont attribués à une peuplade de nomades du Mésolithique, qui a dû quitter la région à cause de l'extension des marécages et des conditions insalubres qui en découlent. Dans les environs de Valthe-Ter Apel et de la Nouvelle-Dordrecht, on a mis au jour les vestiges de chemins très anciens (du néolithique à l’âge du fer), recouverts par la tourbière.
D’un point de vue militaire les marécages eurent jusqu’à l’époque moderne une fonction défensive importante, non seulement au cours des guerres opposant Groningue à l'archevêché de Münster, mais encore après 1580 : aussi les passages à travers les marécages furent-ils munis de bastions. Bourtange, Oudeschans, Nieuweschans, Valtherschans et Emmerschans sont autant de fortins de cette période.

## Exploitation
Substitut du bois de chauffe, la tourbe a longtemps servi de combustible : son exploitation a commencé dans la seconde moitié du Moyen Âge, sous l'impulsion des monastères d’Aduard et d’Essen. Déjà la périphérie des marécages avait été asséchée pour faire pousser du seigle. L’assèchement entraîna un tassement du sol et rendit la zone plus vulnérable aux inondations.
Mais entre 1360 et 1500, la zone nord-est fut submergée par le Dollart, et ce n'est qu’au XVIe siècle que l’exploitation de la tourbe reprit, cette fois à grande échelle, avec l’adoption de la « méthode frisonne », consistant à creuser des fossés parallèles. On creusa d’abord les tourbières le long de la Hunze, dans les environs de la ville de Groningue, car cette petite rivière permettait d'acheminer par barque les pavés de tourbe à la ville voisine.
Au XVIIe siècle, la seigneurie de Westerwolde devint fief de la ville de Groningue et l’exploitation de la tourbe s'intensifia : deux cartographes, Johan de la Haye et Johan Sems, définirent la frontière entre Drenthe et Province de Groningue par une ligne droite traversant le bras occidental de la tourbière, la « ligne de la Sems » (Semslinie), allant de Wolfsbarge (un village au bord du lac de Zuidlaren) et Ter Apel. Un canal navigable, le Stadskanaal (canal urbain), creusé au XVIIIe siècle, reprend sensiblement le tracé de la ligne de la Sems : il a lui aussi contribué à faciliter le transport de la tourbe, et à massifier son exploitation.
Mais l’exploitation de la tourbe et l'assèchement des marais ouvraient une nouvelle voie d'invasion du pays par l'Est : pour laisser en eau les fossés de Bourtange, les États provinciaux de Drenthe ont fait dresser des levées.
Des colons venus d’Allemagne s'établirent dans la partie néerlandaise des marécages, et y apportèrent la culture du sarrasin, qui est une agriculture sur brûlis. Les désordres résultant de cette pratique conduisirent à l'interdiction de la culture du sarrasin en 1925.
Au cours du XIXe siècle, la tourbe entra en compétition avec le charbon et les revenus tirés de ce combustible baissèrent sensiblement.
Dans la seconde moitié du XIXe siècle, on prolongea un important canal, le Hoogeveensche Vaart : ce fut l'occasion de récolter encore plus de tourbe dans la zone sud des marais. Au XXe siècle le commerce de la tourbe tomba en déclin et les tourbières se tournèrent vers de nouveaux marchés :ceux du charbon activé, du compost (turfstrooisel) et du terreau.On cessa de creuser des canaux, car ces nouveaux produits étaient désormais acheminés vers les usines par chemin de fer, puis repris et transbordés sur péniche, tramway, train ou camion. L’abandon de l’Amsterdamse Veld, dans le sud-est de la Drenthe, marque l'arrêt définitif de l'exploitation des tourbières. Les surfaces de marécage qui subsistent, autour de l’Amsterdamse Veld, forment désormais la réserve naturelle de Bargerveen et sont classés comme site Ramsar. En Allemagne, l’exploitation de la tourbe se poursuit.

## Archéologie

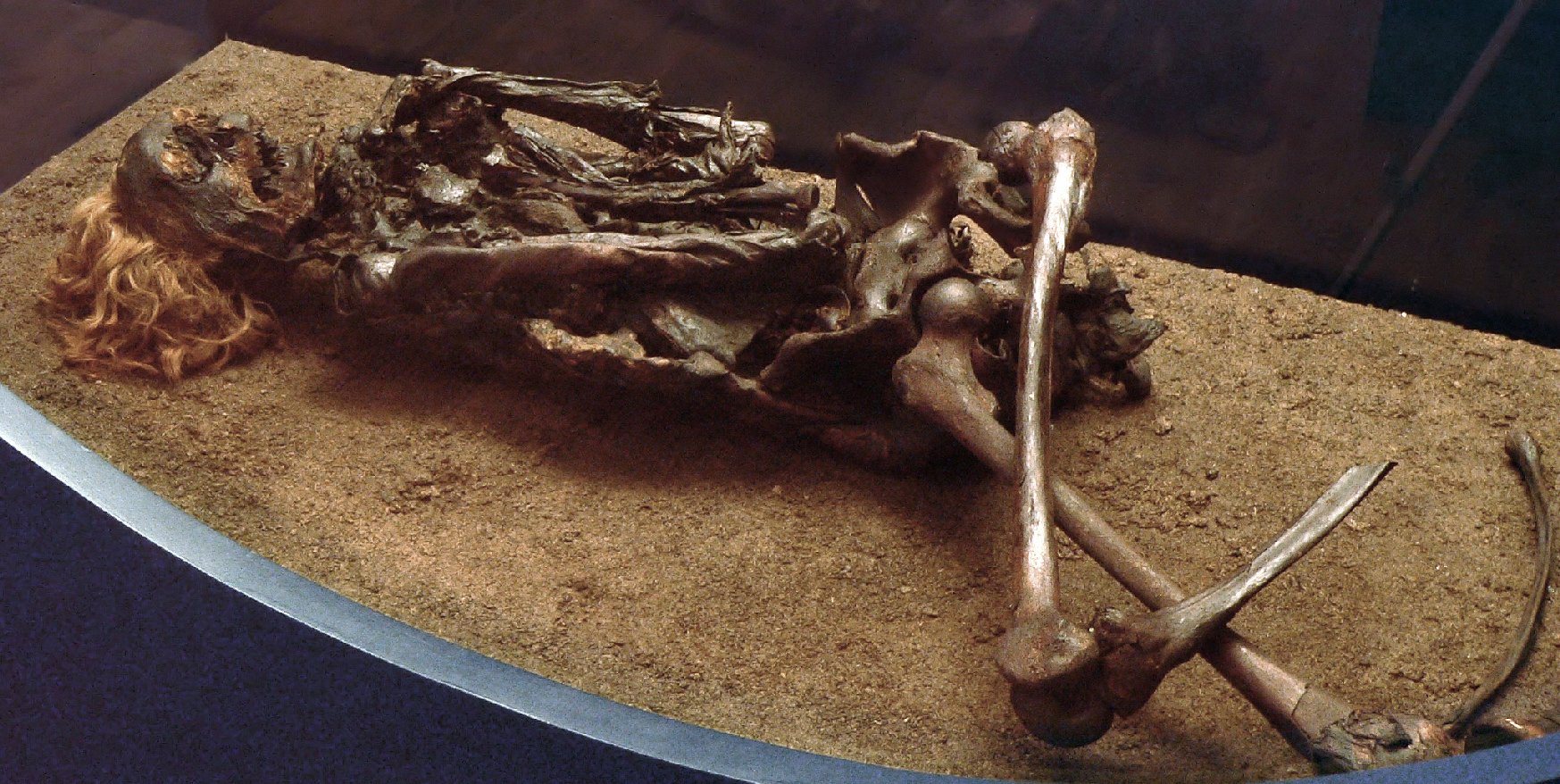
Un homme des tourbières : « Franz le Roux ».

Plusieurs corps momifiés ont été dégagés de cette tourbière : outre les Hommes de Weerdinge (retrouvés près de Weerdinge en Drenthe), « Franz le Roux » (à Neu Versen dans le Pays de l'Ems) ainsi que le cadavre de Kibbelgaarn (en Groningue). Le corps momifié de Kibbelgaarn ne nous est connu que par une tradition indirecte : la source principale est une lettre adressée le 7 février 1911 au Musée régional de Hanovre par M. Sundermann, un instituteur d'Aurich, dont le père avait recopié certains actes curieux des archives d’Aurich, avant que celles-ci disparaissent dans l'incendie, en 1874, du dépôt d'archives de Stickhausen. Il s'agissait de la momie dénudée d'un homme adulte, mise au jour en 1791 dans une tourbière à l'est de Veendam, à proximité du lieu-dit de « Kibbelgaarn ». Le corps fut racheté peu après par un mégissier de Pekela, Isaak Moses, qui l'apprêta pour en tirer des remèdes revendus aux pharmacies du pays.